# Aristolochia krisagathra
Aristolochia krisagathra är en piprankeväxtart som beskrevs av V.V. Sivarajan & A.K. Pradeep. Aristolochia krisagathra ingår i släktet piprankor, och familjen piprankeväxter. Inga underarter finns listade i Catalogue of Life.